# Heteropogon aureus
Heteropogon aureus är en tvåvingeart som beskrevs av Becker 1907. Heteropogon aureus ingår i släktet Heteropogon och familjen rovflugor. Inga underarter finns listade i Catalogue of Life.